# DJ Quik
David Martin Blake, känd under sitt artistnamn DJ Quik, född 18 januari 1970 i Compton, Kalifornien, är en amerikansk hiphopartist och musikproducent. Han var även med i gänget Bloods, och det var hans brorson som kom på Blood Walk.

## Diskografi

### Studioalbum
- 1991 – Quik Is the Name
- 1992 – Way 2 Fonky
- 1995 – Safe + Sound
- 1998 – Rhythm-al-ism
- 2000 – Balance & Options
- 2002 – Under tha Influence
- 2005 – Trauma
- 2011 – The Book of David

### Livealbum
- 2006 – Greatest Hits: Live at the House of Blues

### Samarbeten
- 2009 – BlaQKout (med Kurupt)